# سلطانعلی میرزا قاجار
سلطانعلی میرزا قاجار، (۲۵ آبان ۱۳۰۸–۶ خرداد ۱۳۹۰) اقتصاددان ایرانی و به مدت بیش از ۲۳ سال رئیس ایل قاجار بود. او همزمان با تبعید خانواده قاجار، و هنگامی که رضاشاه خود را شاهنشاه ایران خوانده بود در بیروت به دنیا آمد هفتاد سال از عمر خود را در فرانسه گذراند. او دکترای اقتصاد از دانشگاه پاریس داشت. او رئیس افتخاری انجمن پژوهش‌های بین‌المللی قاجار بود. انجمنی که در سطح بین‌المللی و در چارچوب آکادمیک به بازنگری تاریخ ۱۴۰ ساله قاجاریه در ایران پرداخته‌است.

## نسب
سلطانعلی میرزا فرزند سلطان‌مجید میرزا قاجار و همادخت (شایسته) کیان، نوهٔ محمدعلی شاه قاجار و برادرزادهٔ احمدشاه بود.

## زندگی
در ۱۶ نوامبر ۱۹۲۹، همزمان با تبعید خانوادهٔ قاجار و هنگامی که سردار سپه رضاخان پادشاه ایران شده بود، در بیروت به دنیا آمد. از ۱۸ ماهگی در پاریس زندگی کرد و در همان شهر در تاریخ ۲۷ مه ۲۰۱۱ در آستانهٔ ۸۰ سالگی درگذشت.
ملکه جهان، مادر احمدشاه که همسر محمدعلی شاه بود، در تربیت او نقش به‌سزایی داشت.
سلطانعلی میرزا کتابی نیز دربارهٔ تاریخ قاجار به زبان فرانسه با نام شاهان فراموش شده (Les Rois Oublie) نوشته است. وی در ۵ ژانویه ۲۰۱۱ در مصاحبه با بی‌بی‌سی فارسی تأکید کرده بود که بازگشت سلطنت قاجار به ایران را ناممکن می‌داند.